# モハメド・マフムード・ウルド・ルリー

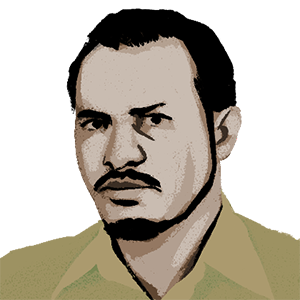
ボイス・オブ・アメリカが作成した肖像画

モハメド・マフムード・ウルド・ルリー（Mohamed Mahmoud Ould Louly、1943年1月1日 - 2019年3月16日）は、モーリタニアの軍人、政治家。1979年6月3日から1980年1月4日まで、モーリタニアの元首である国家救済軍事委員会委員長をつとめた。
ルリーは1978年7月10日のモクタル・ウルド・ダッダ政権へのクーデターに参加し、1979年6月3日にはムスタファ・ウルド・サレクに代わって国家救済軍事委員会委員長に就任し、モーリタニアの元首となった。ルリーはモハメド・クーナ・ウルド・ハイダラ首相とともに西サハラのポリサリオ戦線との和平交渉を行い、8月5日にはリオ・デ・オロ南部の領有権をモーリタニアが放棄することで和平が成立した。1980年1月4日、ハイダラ首相による政変が起き、ルリーは元首の座を追われた。
2019年3月16日に76歳で死去。